# Rhynchostegiella menadensis
Rhynchostegiella menadensis là một loài Rêu trong họ Brachytheciaceae. Loài này được (Sande Lac.) E.B. Bartram miêu tả khoa học đầu tiên năm 1933.